# Karel Masopust
Karel Masopust (n. 4 octombrie 1942, Praga, Protectoratul Boemiei și Moraviei – d. 25 mai 2019, Praga, Cehia) a fost un jucător de hochei pe gheață ce a reprezentat Cehoslovacia, medaliat olimpic. A participat la o ediție a Jocurilor Olimpice (1968) în care a câștigat o medalie de argint.

## Participări
Lista de mai jos prezintă principalele competiții la care a participat Karel Masopust de-a lungul carierei.
- Hochei pe gheață la Jocurile Olimpice de iarnă din 1968